# Київ-Жуляни
Міжнародний аеропорт «Ки́їв» імені Ігоря Сікорського, Аеропорт «Київ-Жуля́ни» (IATA: IEV, ICAO: UKKK) — другий найбільший пасажирський міжнародний аеропорт України та Києва, розташований у межах столичного мікрорайону Жуляни за 8 км на південний захід від центру міста.  В Солом'янському районі.

## Історія

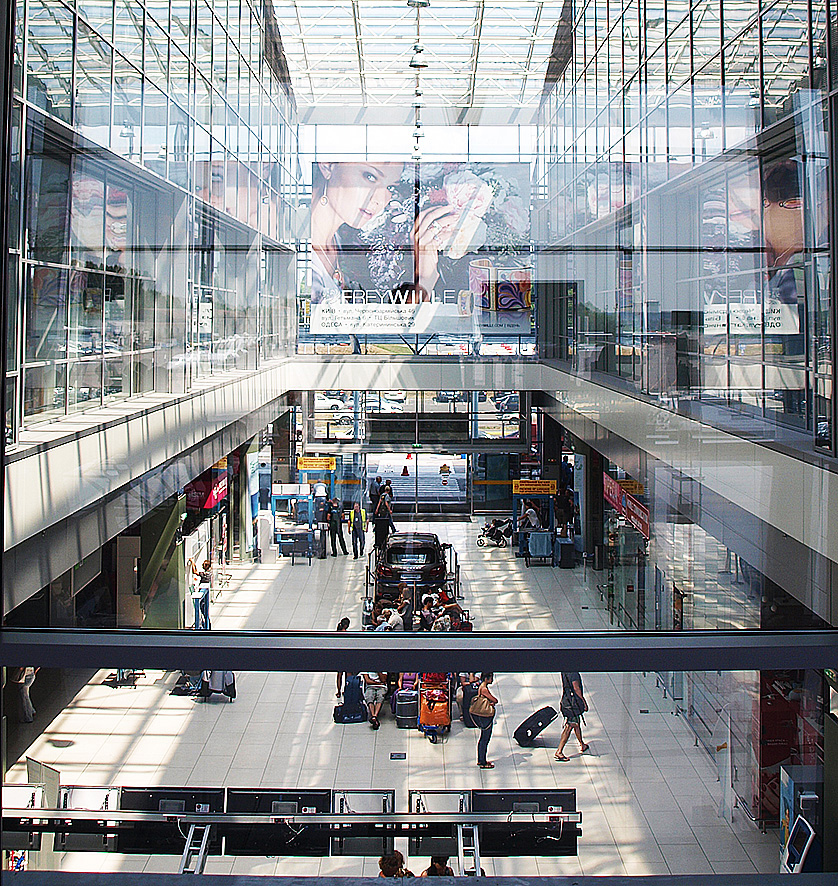
Зал очікування

26 березня 1923 року постановою Раднаркому УРСР за сприяння Товариства авіації та повітроплавання України і Криму та Головного управління повітряного флоту Червоної армії було створено акціонерне товариство «Укрповітрошлях». Статутний капітал товариства становив 550 тис. золотих карбованців.
До 1924 року Укрповітрошлях підготував усе необхідне для початку регулярних пасажирських перевезень у небі України. Центральним пунктом стала тодішня столиця Харків, де було споруджено великий залізобетонний ангар і приміщення майстерень. Звідти пролягли повітряні маршрути Харків — Полтава — Київ та Харків — Полтава — Кременчук — Одеса. Відповідно у кількох містах треба було обладнати пасажирські аеродроми. У Києві для цієї мети пристосували військове льотне поле біля Жулян. 25 травня 1924 сюди прибув пробним рейсом із Харкова літак Укрповітрошляху «Червоний хімік» (системи «Дорньє Комета»). Переліт зайняв 3 години 20 хвилин. З початку червня розпочалися систематичні польоти з Харкова до Києва і назад за розкладом, у кожен бік по одному рейсу двічі на тиждень. Втім, тоді в Жулянах було лише льотне поле, а аеропорту на цьому місті як такого ще не існувало.
Пізніше, у 1933—1935 роках у Броварах був споруджений головний аеропорт міста і республіки «Київ», який був знищений 1941 року. Після Другої світової війни «Жуляни» знову стали головним аеропортом Києва.
Комплекс нового Київського аеропорту збудували у 1949 році за проектом архітектора Віктора Єлізарова — одного з авторів оновленого Хрещатика.
У назві «повітряних воріт» Києва слово «Жуляни» спочатку було відсутнє. У 1920-ті роки говорили «аеродром у Посту-Волинському», у 1940—1950-ті — «аеропорт на Чоколівці» або просто «Київський аеропорт», оскільки був у столиці України єдиним для клієнтів Аерофлоту. Він приймав літаки з пасажирами і вантажами з різних кінців Радянського Союзу. Через нього проходили міжнародні лінії з Москви у столиці країн соціалістичного табору.
Вживати назву аеропорт «Жуляни» почали вже в 1960-ті роки після будівництва нового аеропорту в Борисполі.
2005 року були спроби підпорядкувати об'єкт Міністерству транспорту та зв'язку для створення Міжнародного аеропорту малої і комерційної авіації. З 11 травня 2009 року аеропорт перейшов у цілодобовий режим роботи. Авіакомпанія-лоукостер «Авіалінії Візз Ейр Україна» з 27 березня 2011 р. перейшла з аеропорту «Бориспіль» до аеропорту «Київ». Зокрема, вже 26 березня із аеропорту «Київ» було здійснено перші внутрішньоукраїнські рейси — до Сімферополя, а також міжнародні рейси до Німеччини, Норвегії.
22 березня 2018 року Київська міська рада присвоїла аеропорту «Київ» ім'я авіаконструктора Ігоря Сікорського.
Василь Хмельницький заявив, що вклав в аеропорт $ 70 млн на будівництво терміналів, додатково взяв $ 50 млн у кредит і має намір досягти ефективності аеропорту.
23 травня 2019 року було завершено розширення основного терміналу «A» на 9,5 тис. м², унаслідок чого загальна площа збільшилася до 23,7 тис. м².
У листопаді 2020 року було оголошено тендер на подовження ЗПС. Відповідно до тендеру, у міжнародному аеропорті «Київ» повинна бути передбачена реконструкція існуючої штучної злітно-посадкової смуги довжиною 2310 м з подовженням на 500 м.
У грудні 2020 року було обладнано пункт забору аналізів  та розпочато тестування на COVID-19 в рамках аеропорту Київ. Тестування проводиться двома способами: Тест на антиген та ПЛР-тест. Тестування проводиться 24/7 та займає в середньому від 15 хвилин до 24 годин.
24 лютого 2022 у зв'язку з початком війни роботу аеропорту було зупинено.

## Основні параметри
Третій український аеропорт за пасажиропотоком після аеропорту «Бориспіль» та аеропорту «Львів» (без урахування тимчасово окупованих територій). Займає територію площею 265 га.
Єдина злітно-посадкова смуга завдовжки 2310 м і завширшки 45 м. У першій половині 2009 року була закінчена реконструкція злітно-посадкової смуги. Завдяки подовженню ЗПС на 510 м з'явилася можливість приймати більш важкі літаки, зокрема Boeing 737 і Airbus A320. З 11 травня 2009 року аеропорт почав роботу в цілодобовому режимі). За двома злітними курсами ЗПС діє ILS І категорії, що створює обмеження для посадки ПС за умов недостатньої видимості. Злітно-посадкові смуги аеропорту активно використовує Завод 410 цивільної авіації, який межує з територією аеродрому.
Міжнародний аеропорт «Жуляни» зазнав значної розбудови в рамках підготовки до чемпіонату Євро-2012. 17 травня 2012 відкрито новий міжнародний термінал «A» для обслуговування міжнародних рейсів, що став найбільшим терміналом аеропорту — на момент відкриття його пропускна здатність становила 320 пасажирів на годину. 2013 року були введені в експлуатацію термінал внутрішніх рейсів «D» і бізнес-термінал «B». Усі термінали перебувають у приватному управлінні.
Юридично аеропорт перебуває в комунальній власності столиці України (Київ), проте в 2005 році були спроби перепідпорядкування об'єкта Міністерству транспорту та зв'язку для створення Міжнародного аеропорту малої і комерційної авіації. У зв'язку з високою вартістю землі в Києві озвучувалися також плани знесення аеродрому і перенесення рейсів з Жулян в приміські аеропорти «Антонов» або Авіабаза Васильків.
Усередині терміналу «A» працюють чотири ресторани (Molto Bene, Kilometre Zero, Пироги та друзі, Porto Bello), 5 барів, два магазини Duty Free (Duty Free NTY, Duty Free Heinemann), дві дитячі кімнати, звичайна і бізнес- зали.
На території аеропорту розташований найбільший в Україні та один з найбільших у світі[джерело?] Державний музей авіації України, де на майданчику просто неба представлено багато зразків цивільної та військової авіатехніки.

## Термінали
У міжнародному аеропорту «Київ» діють три пасажирські термінали:
- Термінал «A». Обслуговування міжнародних рейсів. Стійки реєстрації 1-18.
- Термінал «B». Бізнес-термінал.
- Термінал «D». Обслуговування внутрішніх рейсів. Стійки реєстрації 1-12.

## Послуги
Аеропорт має лаунж-зали в терміналі «A» та терміналі «D».
В аеропорті є магазин Duty Free.

## Навчальний центр аеропорту
До складу аеропорту входить навчальний центр «МАЙСТЕР-АВІА», який є сертифікованим навчальним закладом цивільної авіації. Цей заклад має право здійснювати професійну підготовку та підвищення кваліфікації персоналу з наземного та пасажирського обслуговування, а також здійснення підготовки, перепідготовки і підвищення кваліфікації персоналу з авіаційної безпеки та здатний забезпечувати навчальний процес.

### Напрями підготовки персоналу з авіаційної безпеки
- «Базова підготовка персоналу служби авіаційної безпеки»
- «Первинна підготовка з авіаційної безпеки»
- «Забезпечення контролю доступу до контрольованих зон та охорони повітряних суден»

### Напрями підготовки персоналу з наземного та пасажирського обслуговування
- «Перевезення небезпечних вантажів повітряним транспортом»
- «Наземне адміністрування та контроль»
- «Обслуговування пасажирів»
- «Обробка багажу в сортувальній зоні та в зоні видачі багажу»
- «Обслуговування на пероні»
- «Обслуговування повітряного судна»

## Керівництво
На 2018 рік Головою Ради директорів аеропорту є Костржевський Денис Борисович.

## Пасажирообіг
| Рік  | Пасажиропотік «Києва» | %       | Загальний пасажиропотік по країні | %        | Частка «Києва» |
| ---- | --------------------- | ------- | --------------------------------- | -------- | -------------- |
| 2009 | 12 080                |         | 8 894 900                         | ▼ 17.6 % | 0.14 %         |
| 2010 | 29 000                | ▲140 %  | 10 242 500                        | ▲ 15.2 % | 0.28 %         |
| 2011 | 469 800               | ▲1520 % | 12 464 800                        | ▲ 21.7 % | 3.8 %          |
| 2012 | 861 900               | ▲83.5 % | 14 107 000                        | ▲ 13.2 % | 6 1 %          |
| 2013 | 1 838 266.            | ▲113 %  | 15 134 600                        | ▲ 7.3 %  | 12.1 %         |
| 2014 | 1 090 025             | ▼40.7 % | 10 896 500                        | ▼ 28 %   | 10 %           |
| 2015 | 944 305               | ▼13.4 % | 10 695 200                        | ▼ 1.8 %  | 8.8 %          |
| 2016 | 1 127 500             | ▲19.4 % | 12 928 800                        | ▲ 20.8 % | 8.7 %          |
| 2017 | 1 851 700             | ▲64.2 % | 16 499 500                        | ▲ 27.6 % | 11.2 %         |
| 2018 | 2 812 300             | ▲51 %   | 20 545 500                        | ▲ 25 %   | 13.69 %        |
| 2019 | 2 617 900             | ▼6.9 %  | 24 336 600                        | ▲ 18.4 % | 10.75 %        |
| 2020 | 704 500               |         |                                   |          |                |
| 2021 | 1 418 153             |         |                                   |          |                |

## Авіалінії та напрямки

### Пасажирські
Аеропорт «Київ» є хабом для авіакомпанії Wizz Air. 27 березня 2011 року авіакомпанія Wizz Air Ukraine змінила свій хаб з аеропорту «Бориспіль» на аеропорт «Жуляни», яка 2015 року припинила свою діяльність через нерентабельність. Втім, її повітряний флот перейняла материнська авіакомпанія Wizz Air Hungary, яка продовжила оперувати в аеропорту «Київ».
| Авіакомпанія        | Пункт призначення |
| ------------------- | --- |
| Alitalia            | Рим-Ф'юмічіно |
| Belavia             | Мінськ |
| Buta Airways        | Баку |
| EllinAir            | Сезонно: Закінф, Іракліон, Салоніки |
| LOT Polish Airlines | Варшава-Шопен |
| Motor Sich Airlines | Запоріжжя, Одеса (з 26 квітня 2021), Чернівці |
| Pegasus Airlines    | Даламан |
| Vueling             | Сезонний: Барселона |
| Wizz Air            | Афіни, Берлін, Біллунн, Болонья (з 29 березня 2021),, Братислава, Брюссель-Шарлеруа (з 19 грудня 2021), Будапешт, Катанія (з 29 березня 2021), Кельн/Бонн, Копенгаген, Дортмунд, Гданськ, Гамбург, Ганновер, Катовиці, Краків, Ларнака, Лісабон, Лондон-Лутон, Меммінген, Мілан–Мальпенса (з 28 березня 2021),, Неаполь, Нюрнберг, Пардубиці, Познань, Рига, Рим–Ф'юмічіно (з 28 березня 2021),, Таллінн, Салоніки, Тревізо, Відень, Вільнюс, Варшава-Шопен, Вроцлав Сезонно: Бургас (з 11 червня 2021), Зальцбург |

### Вантажні
| Авіакомпанія | Пункт призначення |
| ------------ | ----------------- |
| SprintAir    | Варшава-Шопен     |

## Транспортне сполучення
Зупинка громадського транспорту «Міжнародний термінал „A“» розташована біля в'їзду на парковку терміналу «A». Громадський транспорт курсує з 6:30 до 22:30 (крім 92Н), квитки можна придбати у водія або в кіосках.
- Автобус № 78, Райдержадміністрація — станція метро Васильківська.
- Тролейбус № 9, Аеропорт — станція метро Палац спорту, ч/з Південний вокзал залізничної станції Київ-Пасажирський і станцію метро Університет.
- Тролейбус № 22, Аеропорт — вулиця Ольжича, ч/з станції метро Шулявська, Дорогожичі.
- Нічний тролейбус № 92Н, Міжнародний аеропорт «Київ» — проспект Свободи. Курсує з 22:45 до 05:47.

Маршрутне таксі
- № 169 курсує від зупинки Вишневе до вулиці Старовокзальна.
- № 368 курсує від Боярки до вулиці Старовокзальна.
- № 302 прямує до станції метро «Контрактова площа».
- № 482 курсує від проспекту Глушкова до станції метро «Дорогожичі».
- № 496 курсує від лікарні «Феофанія» до станції метро «Лук'янівська».
- № 499 курсує від станції метро «Васильківська» до Обласної лікарні.

## Катастрофи
- 17 грудня 1976 року внаслідок передчасного зниження під час заходу на посадку Ан-24 компанії «Аерофлот» зіткнувся із бетонною огорожею, після чого в'їхав у залізничний насип і спалахнув. Загинули чотири члени екіпажу і 44 пасажири. Вижили стюардеса та шість пасажирів.
- 9 грудня 2007 чартерний рейс Beechcraft King Air відхилився від курсу при заході на посадку та зіткнувся із землею. Загинули всі, хто перебували на борту — чотири пасажири та командир судна, а також одна людина на землі.

## Галерея

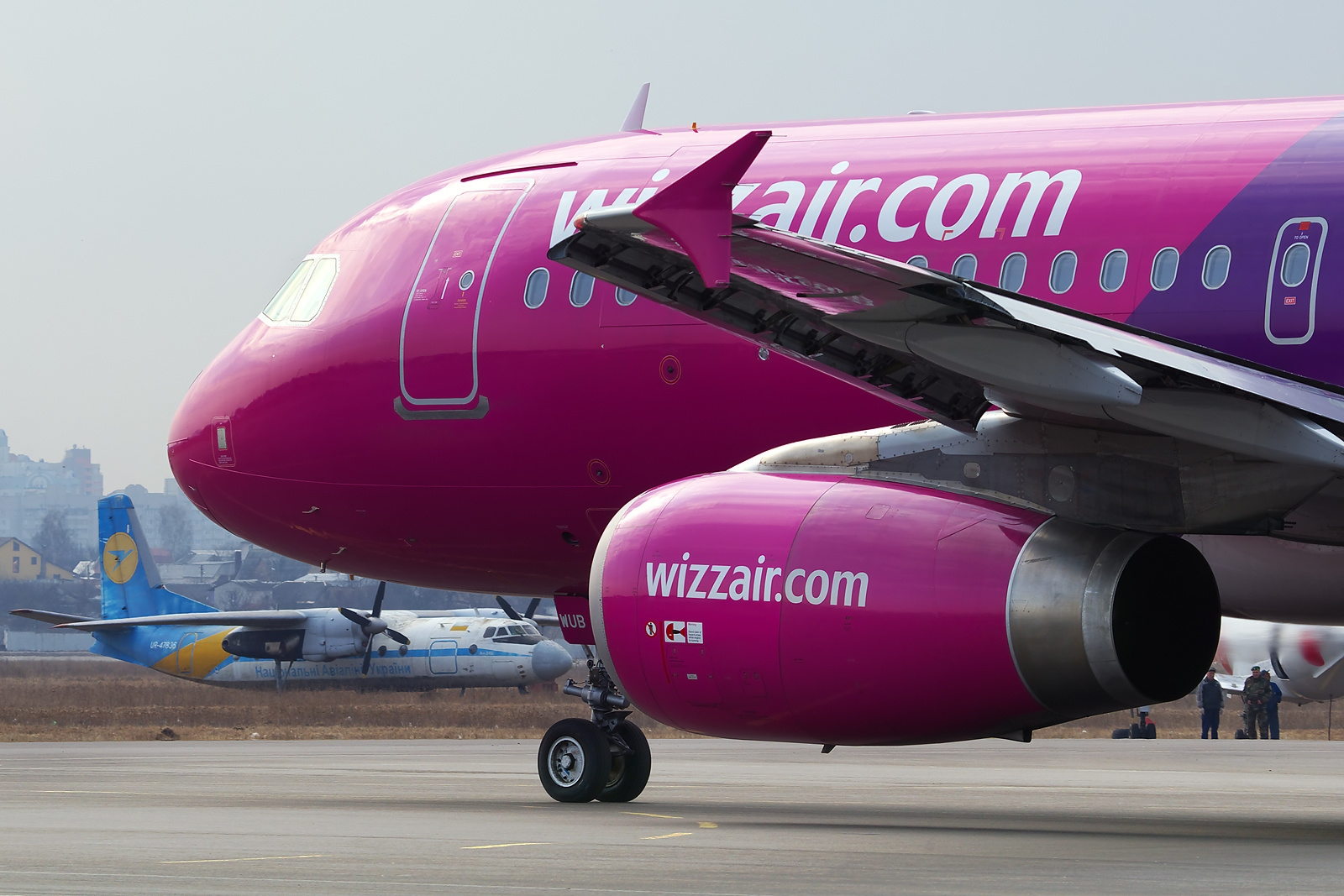
A320 авіакомпанії «Авіалінії Візз Ейр Україна»
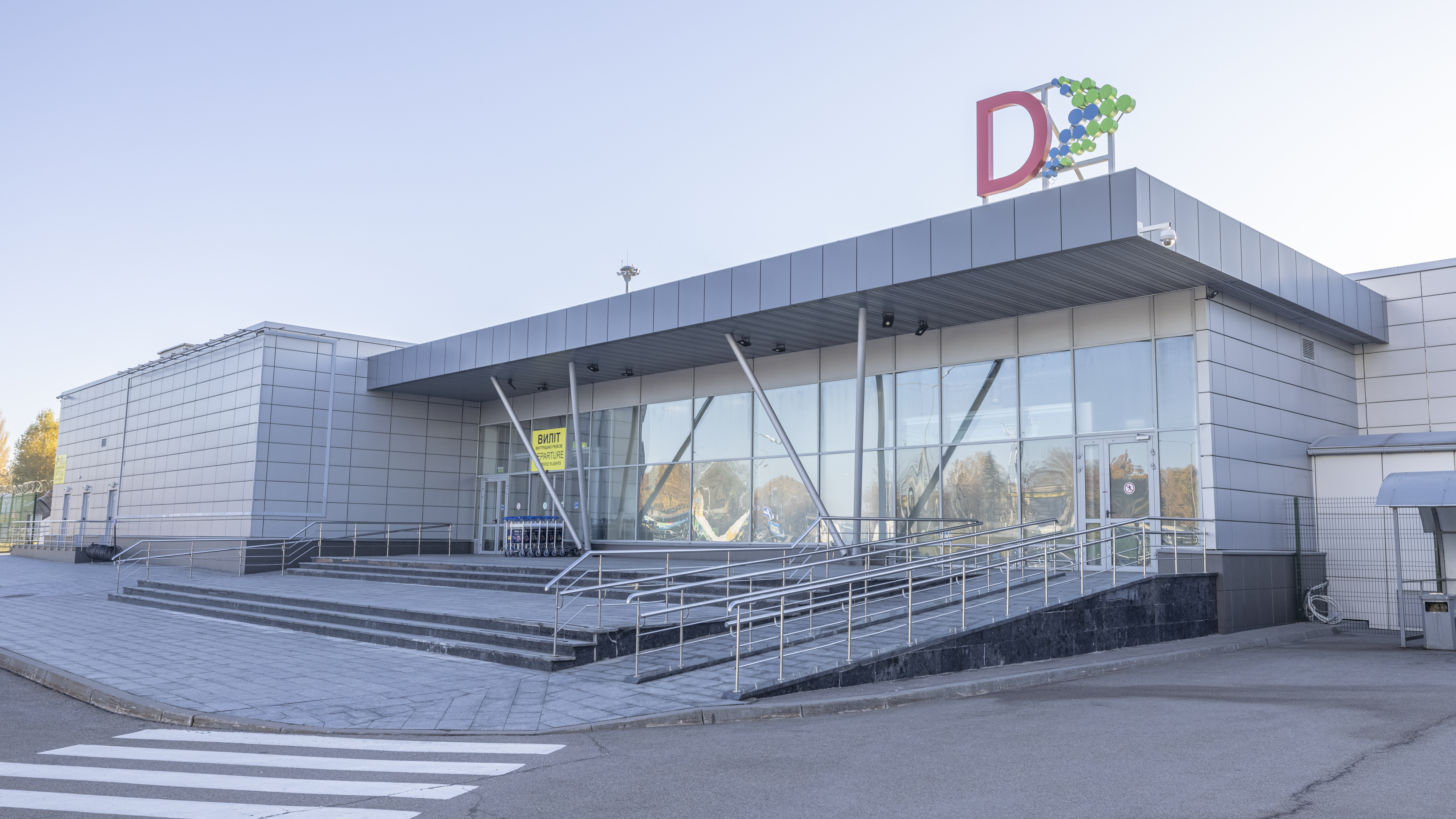
Новий термінал
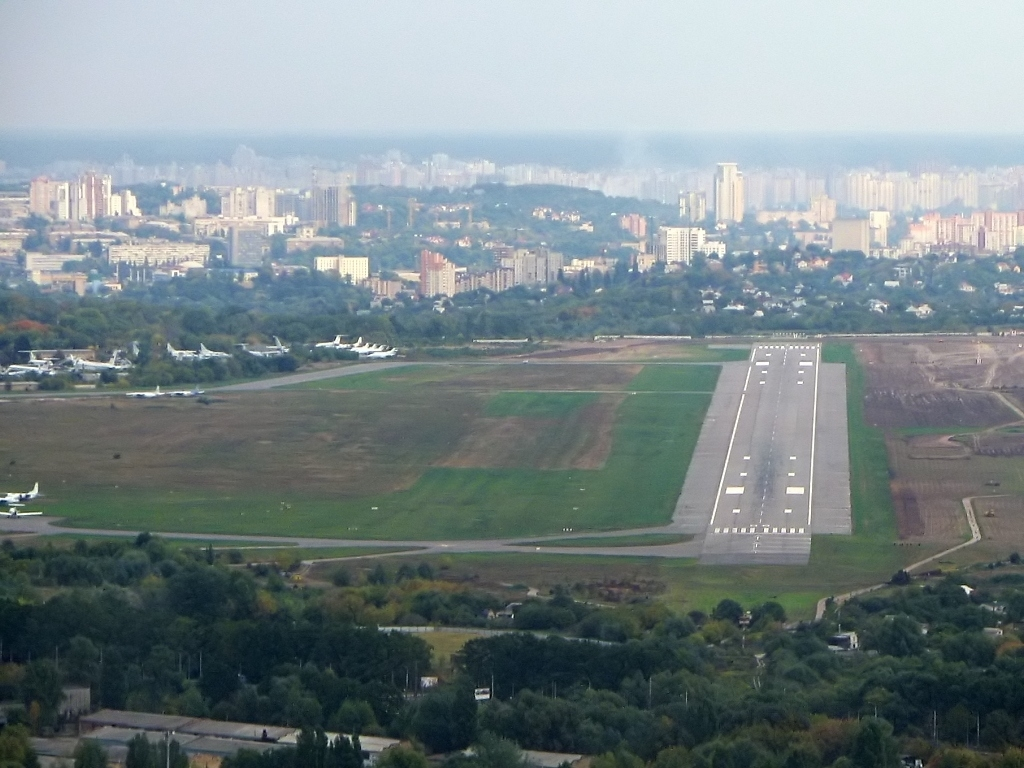
Злітно-посадкова смуга аеропорту
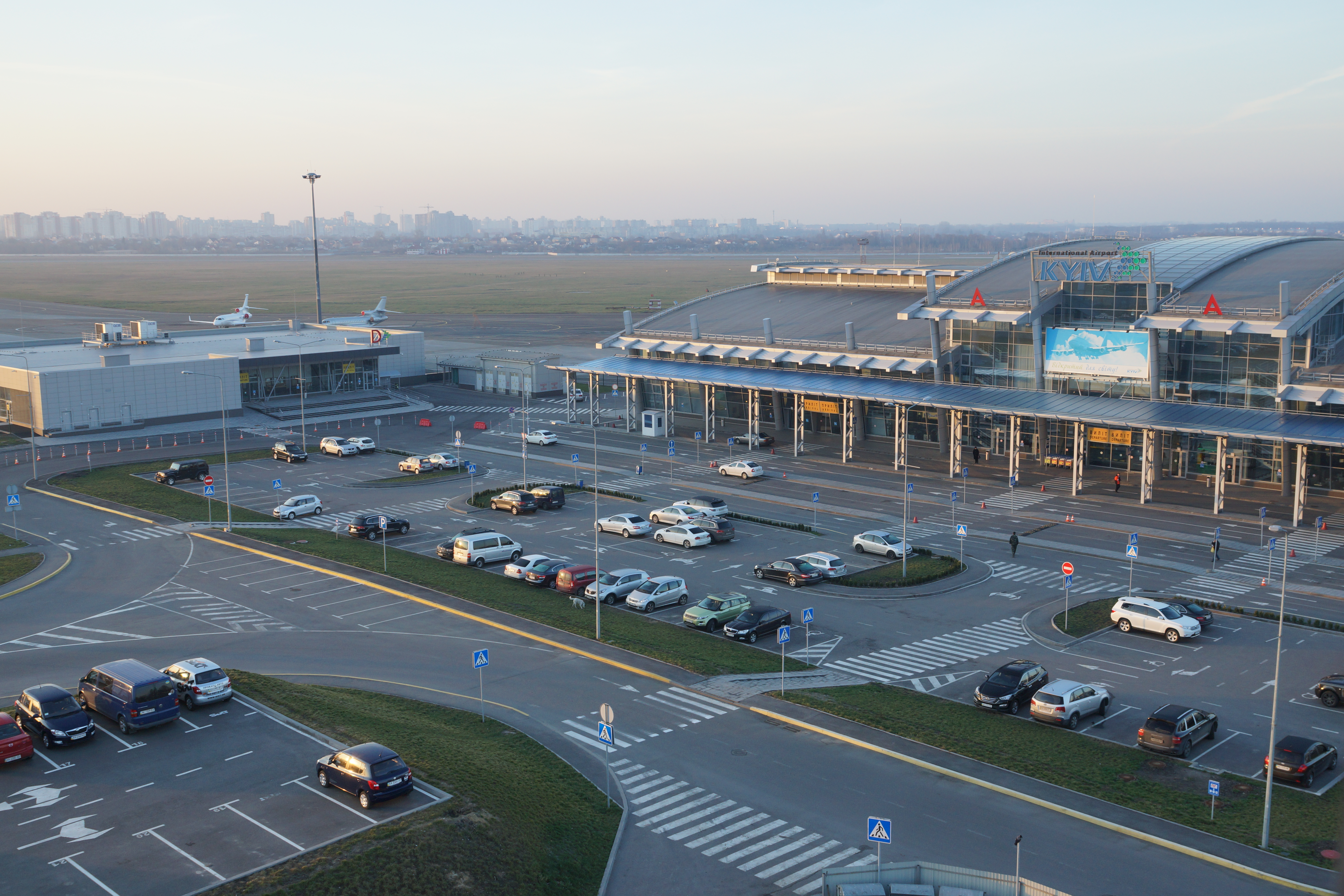
Новий термінал
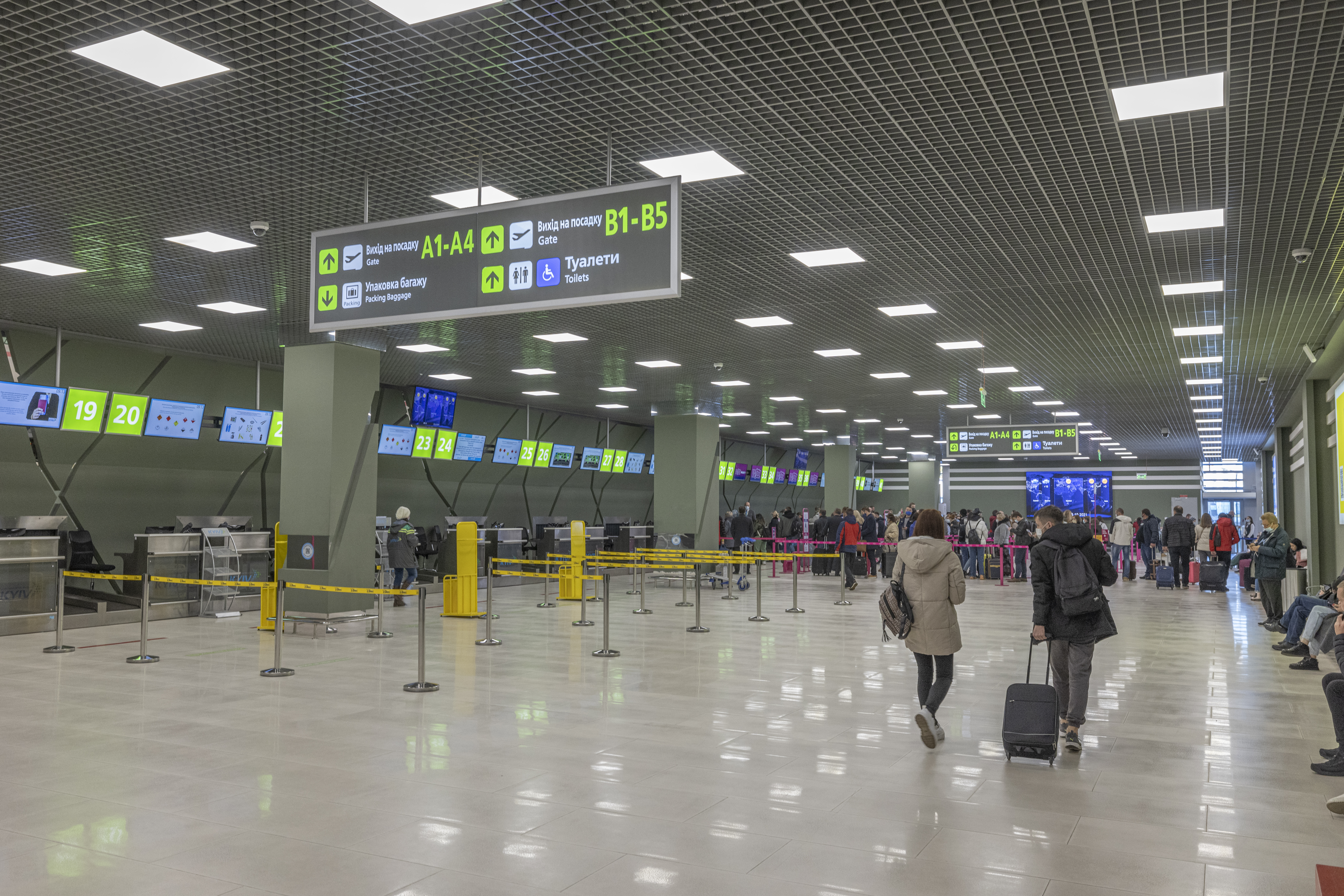
Зал очікування